# Поморско-балтийский язык
Помо́рско-балти́йский язы́к (помо́рско-пру́сский) — один из западнобалтийских языков, реконструируемый по данным топонимики.
Представлен к западу от Вислы, в Балтийском Поморье (северо-восток Польши) несколькими десятками балтизмов прусского типа (Gdańsk, Gdynia, Mottlau, Saalau-Żuławy, Schonau, Trutenau, Persante, Saulin, Labuhn, Labehn, Powalken, Straduhn, Rutzau, Karwen, Pirsna, Patulli, Arniki, Kawle, Prangenau и т. п.). Археологически видимо соответствует поморской культуре 1-го тыс. до н. э. Затем был вытеснен восточногерманскими диалектами (оксывская культура).
Гидронимия «балтоидного» типа представлена также далее к западу — вплоть до Шлезвига и Гольштейна в полосе, тянущейся вдоль южного побережья Балтийского моря (ср. Dargowe, Kremon, Lynow, Plawe, Rune, Spandin, Sude, Trutenow, Wangern, Wobele и др.), однако этноязыковую принадлежность оставившего её древнего населения интерпретировать сложнее.